# 볼고그라드 아레나
볼고그라드 아레나(러시아어: Волгоград Арена)는 러시아 볼고그라드에 위치한 경기장이다. 2018년 FIFA 월드컵 개최 경기장으로 선정되었다. FC 로토르 볼고그라드의 홈 구장으로 사용되고 있으며 수용 인원은 43,713명이다.

## 2018년 FIFA 월드컵
| 날짜            | 시간 (UTC+3) | 팀 #1          | 결과  | 팀 #2      | 대회 | 관중   |
| --------------- | ------------ | -------------- | ----- | ---------- | ---- | ------ |
| 2018년 6월 18일 | 21:00        | 튀니지         | 1 - 2 | 잉글랜드   | G조  | 41,064 |
| 2018년 6월 21일 | 18:00        | 나이지리아     | 2 - 0 | 아이슬란드 | D조  | 40,904 |
| 2018년 6월 24일 | 17:00        | 사우디아라비아 | 2 - 1 | 이집트     | A조  | 36,823 |
| 2018년 6월 28일 | 17:00        | 일본           | 0 - 1 | 폴란드     | H조  | 42,189 |